# Зарєч'є (округ Пухов)
Зарєч'є (словац. Záriečie) — село, громада округу Пухов, Тренчинський край. Кадастрова площа громади — 9.42 км².
Населення 696 осіб (станом на 31 грудня 2020 року).

## Історія
Зарєч'є згадується 1475 року.

## Населення
| Рік:            | 1994. | 2004.   | 2014.   | 2024.   |
| --------------- | ----- | ------- | ------- | ------- |
| Кількість осіб: | 667   | 675     | 706     | 696     |
| Різниця:        |       | +1,19 % | +4,59 % | -1,41 % |

| Рік:            | 2023. | 2024. |
| --------------- | ----- | ----- |
| Кількість осіб: | 696   | 696   |
| Різниця:        |       | +0 %  |